# Wilhelm von Krauseneck
Wilhelm Johann von Krauseneck (ur. 13 października 1775 w Bayreuth, zm. 2 listopada 1850 w Berlinie) – pruski generał piechoty, szef pruskiego Sztabu Generalnego w latach 1829–1848.

## Życiorys
W 1791 roku rozpoczął kształcenie wojskowe jako kadet w Plassenburgu. Otrzymał wykształcenie inżyniera geografa i w 1794 roku został wysłany na ziemie przejęte przez Królestwo Prus w ramach II rozbioru Polski, gdzie uczestniczył w pracach geodezyjnych. W 1897 roku otrzymał stopień porucznika (niem. Premierleutnant) i przydzielono go do 2. Wschodniopruskiej Brygady Fizylierów. W 1806 roku został dowódcą kompanii, na czele które uczestniczył między innymi w bitwie pod Wackern. Za zasługi w bitwie został odznaczony przez króla Fryderyka Wilhelma III orderem Pour le Mérite. W 1808 roku awansował na stopień majora i na wniosek gen. Gernharda von Scharnhorsta został przeniesiony do jednostek artylerii. Jednak już w 1809 roku Krauseneck złożył wniosek o ponowny przydział do piechoty i otrzymał decyzję pozytywną. W tym samym roku został dowódcą kompanii w Pułku Gwardii. W 1812 roku odpowiadał za przygotowanie regulaminu na nadchodzącą inwazję na Rosję, a następnie objął dowództwo nad twierdzą Grudziądz. Rok później został przydzielony do sztabu armii dowodzonej przez feldmarszałka Gebharda von Blüchera i wziął udział w bitwach pod Lützen i pod Budziszynem. W tym samym roku, po awansie na podpułkownika (niem. Oberstleutnant) został dowódcą pułku w brygadzie gen. von Tauentziena. Nie objął jednak bezpośredniego dowództwa nad jednostką, gdyż z powodu choroby dotarł do niej dopiero w 1814 roku, kiedy została już rozwiązana ze względu na poniesione straty. W związku z tym ponownie został członkiem sztabu von Blüchera i uczestniczył w bitwie pod Fère-Champenoise. Wówczas został odznaczony Krzyżem Żelaznym I klasy. Po zawarciu pokoju paryskiego został komendantem twierdzy w Moguncji w stopniu generała majora (niem. Generalmajor) i piastował to stanowisko do 1821 roku, kiedy objął funkcję dowódcy 6. Dywizji Piechoty. W 1829 roku został Szefem Sztabu Generalnego w stopniu z w stopniu generała porucznika (niem. Generalleutnant) Na tym stanowisko opowiadał się za przejęciem przez Prusy twierdz w Ulm i Rastatt oraz zaaprobował budowę nowych fortyfikacji w Królewcu. W 1837 roku został mianowany przez króla Fryderyka Wilhelma III członkiem pruskiej Rady Państwa. Wdrożył również nowy program szkolenia piechoty, który wszedł w życie w 1840 roku. W 1842 roku złożył wniosek o rezygnację z zajmowanego stanowiska, jednak minister wojny Hermann von Boyen odrzucił jego wniosek. Podobnie stało się w 1847 roku. W trakcie rewolucji marcowej, początkowo przeciwny użycia armii przeciwko demonstrantom. Jednak w wyniku presji ze strony księcia Wilhelma I zdecydował się wprowadzić wojsko do Berlina. Po zakończeniu rozruchów miał zastąpić von Boyena na stanowisku ministra wojny, jednak odmówił i przeszedł w stan spoczynku w stopniu generała piechoty (niem. General der Infanterie). Od 1842 roku był szefem 4. Pułku Grenadierów.

## Odznaczenia
Odznaczenia gen. von Krausenecka to między innymi:
- Order Orła Czarnego z brylantami
- Order Pour le Mérite z liśćmi dębu
- Krzyż Żelazny I klasy
- Krzyż Żelazny II klasy
- Krzyż Wielki Orderu Ludwika (Hesja)
- Komandor Orderu Leopolda (Austria)
- Order Świętego Andrzeja (Imperium Rosyjskie)
- Order Świętego Aleksandra Newskiego (Imperium Rosyjskie)
- Order Świętej Anny I klasy z koroną